# Spreetal
Spreetal (szorb nyelven Sprjewiny Doł) település Németországban, azon belül Szászország tartományban. Lakosainak száma 1752 fő (2023. december 31.). Spreetal Elsterheide, Lohsa és Hoyerswerda községekkel határos.

## Népesség
A település népességének változása:
| Lakosok száma | 1872 | 1887 | 1809 | 1786 | 1752 |
|               | 2017 | 2019 | 2021 | 2022 | 2023 |